# シコルスキー X2

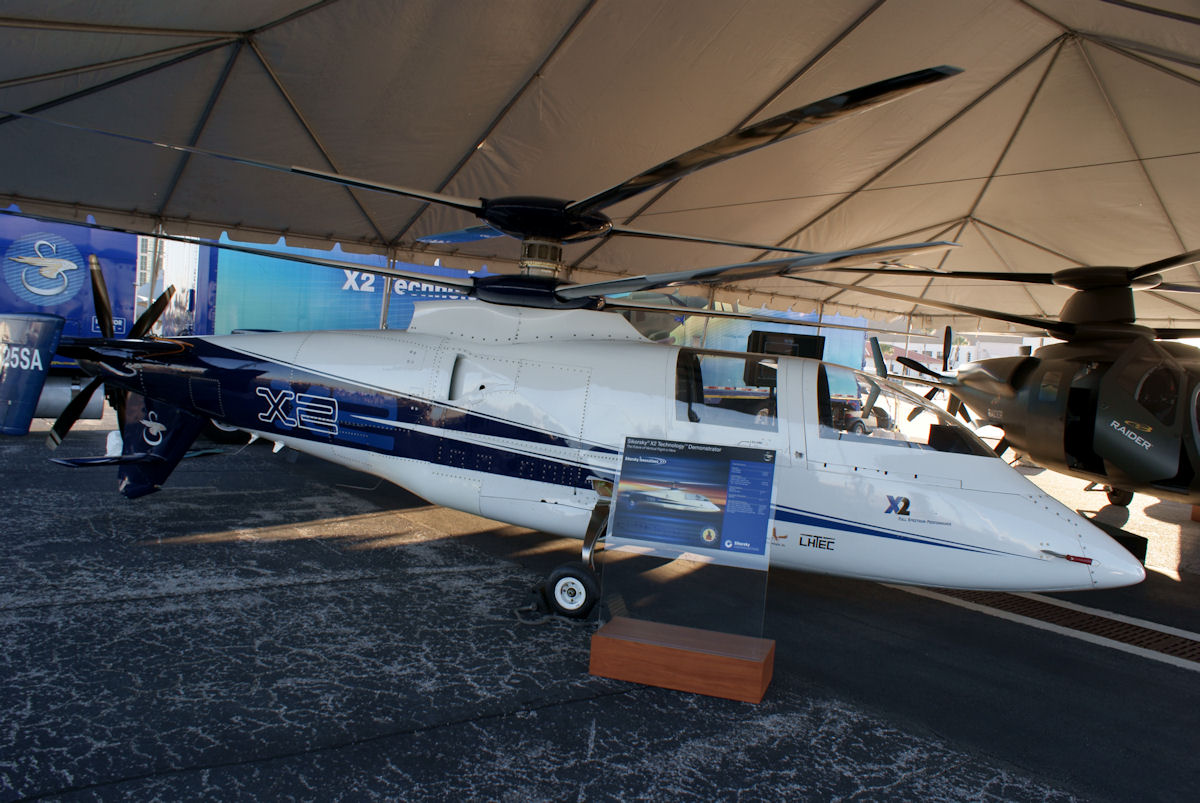
シコルスキー X2
（機体番号 X525SA）

シコルスキー X2 は、同軸二重反転式・回転翼を搭載した、シコルスキー社で開発中の複合ヘリコプター実験機である。

## 概要
シコルスキーはX2に先進回転翼の概念実証機S-69での研究開発で得られた同軸反転式回転翼に関する成果を取り入れている。フライバイワイヤにはUAVサイファーの経験が活かされている。複合材製の回転翼と変速機の設計にはRAH-66 コマンチの経験が活かされている。

## 開発
X2は2008年8月27日にシュワイザー社の工場のあるニューヨーク州ホースヘッドで初飛行した。最初の飛行は30分間継続し、飛行試験が開始された。これは 250 knot に達するための 4 段階に及ぶテストの開始であった。
2009 年の 7 月に推進プロペラに動力をかけた飛行を成し遂げ、2010年 5 月末には 181 knot を記録した。
2010年7月26日、シコルスキーは X2 がフロリダのウェストパームビーチでの試験飛行で 225 knot (417 km/h) に到達し、1986 に改造されたアグスタウェストランド リンクスによって達成された回転翼機の最高速度の世界記録 216 knot を、非公式記録ながら越えたことを発表した。この X2 の試験飛行は S-69 の初飛行から数えて 37 年目であった。
2010 年 9 月 15 日、テストパイロットの ケヴィン・フレデンベック（ Kevin Bredenbeck ) は X2 の設計目標である 250 knot (460 km/h) を水平飛行において達成し、これは回転翼機の最高速度の非公式な世界記録となった。この飛行において、X2 は 2°から 3°の緩やかな降下時に 260 knot (480 km/h) に達した。
X-2で収集されたデータを元に武装偵察ヘリコプターとしてシコルスキー S-97レイダーが開発されており、ARH-70やRAH-66など開発中止となったアメリカ陸軍の次期偵察ヘリコプターの採用を見込んでいる。

## 特徴
二重反転式ローターは、高速化を実現するため「アドヴァンスト・ブレード・コンセプト・ローター」（ABCローター）を採用した。(ヘリコプター#飛行速度の限界 も参照されたい。)
これはリジッドローター（ 主回転翼の各々の羽根の迎角を羽根の前進翼状態から後退翼状態に掛けて周期的に変化させる蝶番〔ちょうつがい〕こと「フェザリング・ヒンジ」のみで構成され、他の関節部を持たない ）を用いた二重反転式ローターのことで、上下に配置された各々の回転翼の前進側の羽根だけで全ての揚力を賄う〔 後退側は揚力を発生させないようにされ、利用しない 〕形式であり、後退側の逆流や失速による左右の揚力バランス喪失に対する解決策の1つとされている。
- 二重反転式ローター#ABCローター の項目も参照されたい。

## 性能･主要諸元

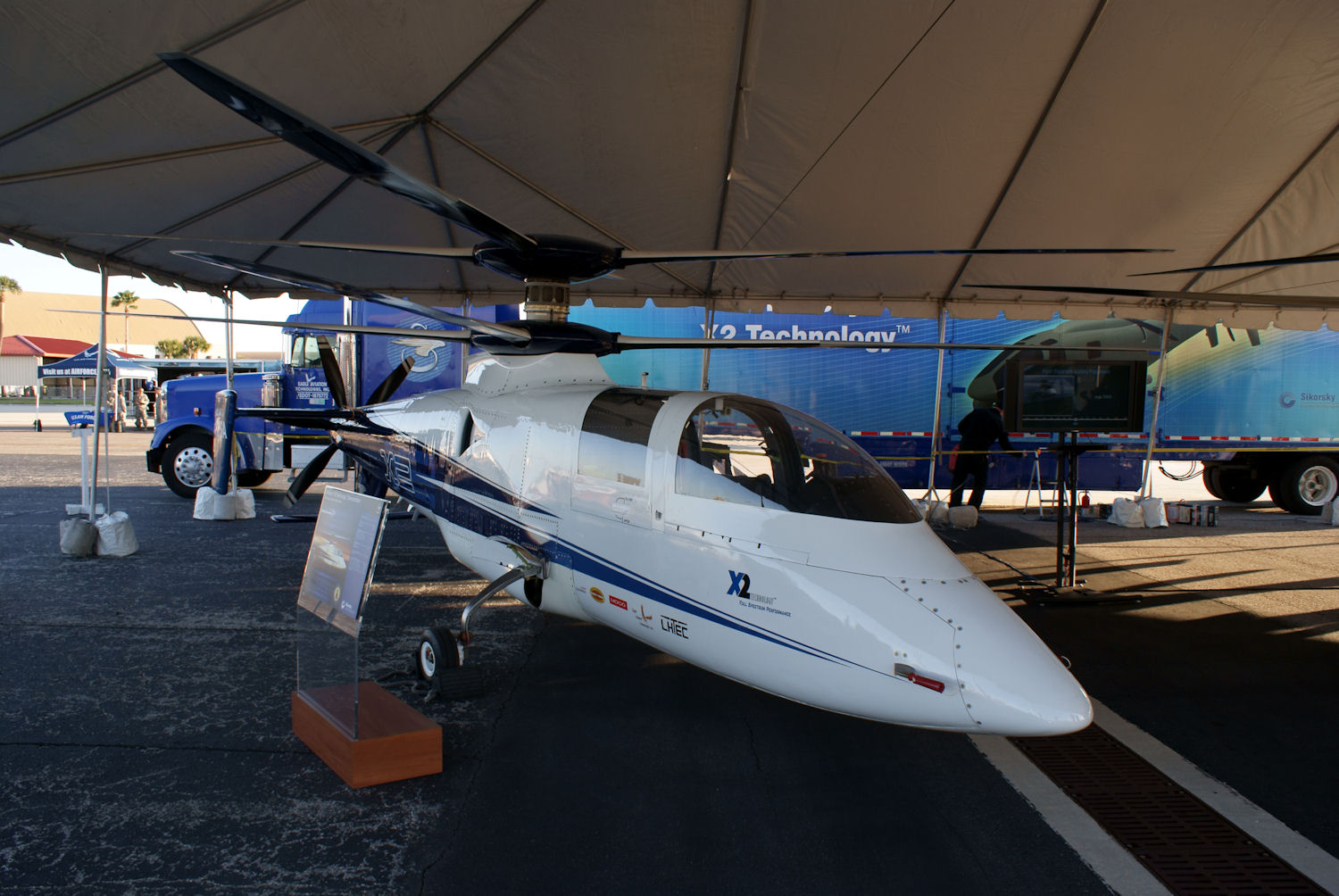
シコルスキー X2（機体番号 X525SA）
2011年11月5日の撮影

- 製造：シコルスキーエアクラフト、シュワイザー・エアクラフト
- 乗員： 2名
- 回転翼直径： 8.05 m
- 回転翼円板面積： 50.9 m2
- 空虚重量：
- 最大離陸重量： 3,600 kg
- 発動機： LHTEC T800-LHT-801, 1600 shp
- 推進機： 推進式プロペラ 6翅 ×1
- 回転翼： 同軸二重反転式 4翅 × 2
- 巡航速度： 288 mph ; 463 km/h ( 250 knot = M 0.38 )
- 航続距離： 1,300 km ( 702 海里 )